# Meridià 43 a l'oest
El meridià 43 a l'oest de Greenwich és una línia de longitud que s'estén des del pol Nord travessant l'oceà Àrtic, Groenlàndia, Amèrica del Sud, l'oceà Atlàntic, l'oceà Antàrtic, i l'Antàrtida fins al pol Sud.
El meridià 43 a l'oest forma un cercle màxim amb el meridià 137 a l'est. Com tots els altres meridians, la seva longitud correspon a una semicircumferència terrestre, uns 20.003,932 km. Al nivell de l'Equador, és a una distància del meridià de Greenwich de 4.787 km.

## De Pol a Pol
Començant en el pol Nord i dirigint-se cap al pol Sud, aquest meridià travessa:
| Coordenades                             | País, territori o mar | Notes |
| --------------------------------------- | --------------------- | --- |
| 90° 0′ N, 43° 0′ O / 90.000°N,43.000°O  | Oceà Àrtic            | |
| 83° 41′ N, 43° 0′ O / 83.683°N,43.000°O | Mar de Lincoln        | |
| 83° 17′ N, 43° 0′ O / 83.283°N,43.000°O | Groenlàndia           | Terra de Peary Fiord J.P. Koch — 82° 51′ N, 43° 0′ O / 82.850°N,43.000°O Paatusoq — 60° 47′ N, 43° 0′ O / 60.783°N,43.000°O |
| 60° 32′ N, 43° 0′ O / 60.533°N,43.000°O | Oceà Atlàntic         | |
| 2° 28′ S, 43° 0′ O / 2.467°S,43.000°O   | Brasil                | Maranhão Piauí — 5° 31′ S, 43° 0′ O / 5.517°S,43.000°O Maranhão — 6° 7′ S, 43° 0′ O / 6.117°S,43.000°O Piauí — 6° 45′ S, 43° 0′ O / 6.750°S,43.000°O estat de Bahia — 9° 25′ S, 43° 0′ O / 9.417°S,43.000°O Minas Gerais — 14° 41′ S, 43° 0′ O / 14.683°S,43.000°O Rio de Janeiro (estat) — 22° 2′ S, 43° 0′ O / 22.033°S,43.000°O, passa a l'est de la ciutat de Rio de Janeiro (a 22° 54′ S, 43° 11′ O / 22.900°S,43.183°O) |
| 22° 58′ S, 43° 0′ O / 22.967°S,43.000°O | Oceà Atlàntic         | |
| 60° 0′ S, 43° 0′ O / 60.000°S,43.000°O  | Oceà Antàrtic         | |
| 78° 7′ S, 43° 0′ O / 78.117°S,43.000°O  | Antàrtida             | Antàrtida Argentina, reclamat per Argentina · Territori Antàrtic Britànic, reclamat per Regne Unit |